# Owen Dolan
Owen John Dolan (ur. 30 września 1928 w Hawerze, zm. 29 kwietnia 2025 w Palmerston North) – nowozelandzki duchowny rzymskokatolicki, w latach 1995–2004 biskup koadiutor Palmerston North. 

## Życiorys
Święcenia kapłańskie przyjął 21 lipca 1954 w archidiecezji Wellington, udzielił ich mu Peter McKeefry, ówczesny arcybiskup metropolita Wellington, późniejszy kardynał. 2 listopada 1995 papież Jan Paweł II mianował go koadiutorem diecezji Palmerston North. Sakry udzielił mu 10 grudnia 1995 Peter Cullinane, u którego boku miał posługiwać jako koadiutor. 30 września 2004, dokładnie rok po osiągnięciu biskupiego wieku emerytalnego (wynoszącego 75 lat), opuścił swój urząd. Od tego czasu pozostawał biskupem seniorem diecezji. 
Zmarł po krótkiej chorobie 28 kwietnia 2025 w szpitalu w Palmerston North. 